# Тлумачний словник російської мови Ушакова
«Тлума́чний словни́к росі́йської мо́ви» (рос. Толковый словарь русского языка) — один з найважливіших тлумачних словників російської мови, виданий у чотирьох томах у 1935-1940 рр. за редакцією професора Дмитра Ушакова. Містить понад 90 000 словникових статей та розрахований на широке коло читачів.

## Історія
Радянське суспільство 1930-х років потребувало нівелювання, уніфікації та стандартизації схвильованої революційними потрясіннями мовної стихії. На цьому фоні з'явилося державне замовлення на «стабілізацію норм російської літературної мови» шляхом створення «нормативного посібника, який допомагав читачеві освоїти лексичні, граматичні та вимовні норми». На необхідність чогось подібного вказував раніше В. Ленін: 
|  | Короткий словник російської (від Пушкіна до Горького). Зразкового, сучасного. За новим правописом. |

Робота зі створення «Тлумачного словника російської мови» велася під керівництвом Д. Ушакова з 1934 по 1940 рр.. У його складанні брали участь такі науковці, як В. Виноградов, Г. Винокур, Б. Ларін, С. Ожегов, Б. Томашевський. Новий словник заповнював суттєву прогалину в описі розвитку російської мови першої третини XX століття. Перед початком роботи над словником, Д. Ушаков був вже відомий своїми працями з мовознавства, у тому числі діалектології, орфографії, орфоепії, лексикографії та історії російської мови.
За оцінкою доктора філологічних наук К. Горбачевича, «спираючись на багаті традиції російської лексикографії, укладачі словника розробили раціональні принципи відбору лексики, прийоми визначення слів, ввели розгалужену систему стилістичних послідів, що дозволяли правильно визначити доречність застосування конкретного слова в різних мовах» (рос. «опираясь на богатые традиции русской лексикографии, составители словаря разработали рациональные принципы отбора лексики, приёмы определения слов, ввели разветвлённую систему стилистических помет, позволявших правильно определить уместность применения конкретного слова в различных речевых ситуациях»).

## Склад словника
Головні редактори: Б. Волін, Д. Ушаков; за редакцією Д. Ушакова. Видавництво: Державний інститут «Радянська енциклопедія» (Москва).
- Том 1: А — Кюріни. — 1935 р. — 1562 стб.
- Том 2: Л — Ояловіти. — 1938 р. — 1040 стб.
- Том 3: П — Ряшка. — 1939 р. — 1424 стб.
- Том 4: С — Ящурний. — 1940 р. — 1500 стб.

Містить 85 289 слів (крім 5053 посилальних). У 1947-1948 і 1994 рр. вийшли стереотипні видання (повторні без змін), в 2000-і роки словник багаторазово перевидавався в електронному вигляді. Крім того, у 2000-і роки неодноразово видавалися скорочені перероблені однотомні словники на основі словника Ушакова, наприклад «Словарь русского языка Ожегова».